# 香港瑰麗酒店
香港瑰麗酒店（英語：Rosewood Hong Kong），是瑰麗酒店集團旗下的甲級高價酒店，位於香港九龍尖沙咀梳士巴利道18號Victoria Dockside24樓至40樓、鄰近香港星光大道，室內和室外總面積達33,880平方呎。由瑰麗酒店集團管理，開幕日期由2018年9月延至2019年3月18日正式開幕。
50 Best《2023年全球50最佳酒店》香港瑰麗酒店排名第二位。

## 設施

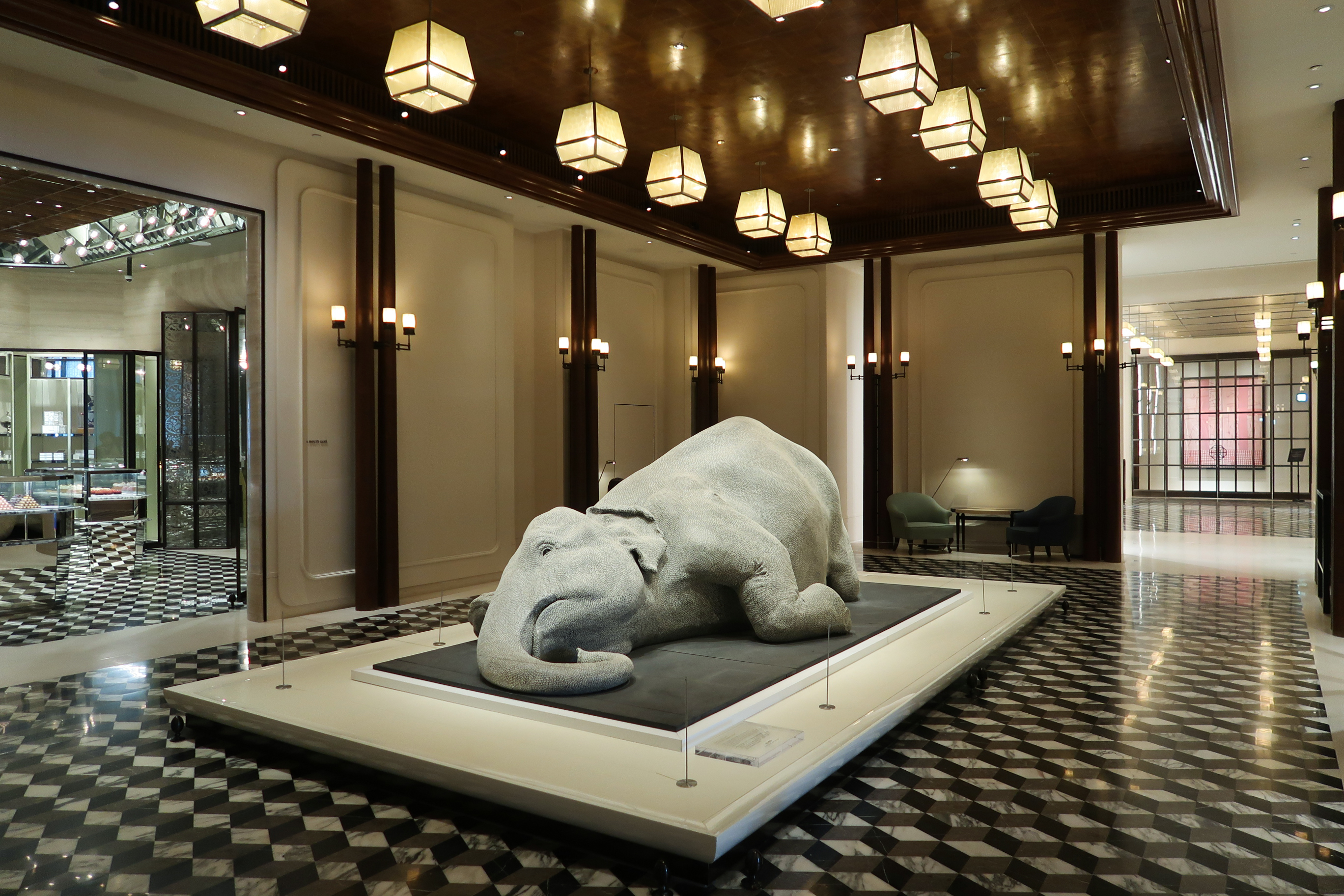
大堂內的大象雕塑由印度當代女藝術家Bharti Kerr設計，名為“The Skin Speaks A Language Not Its Own”

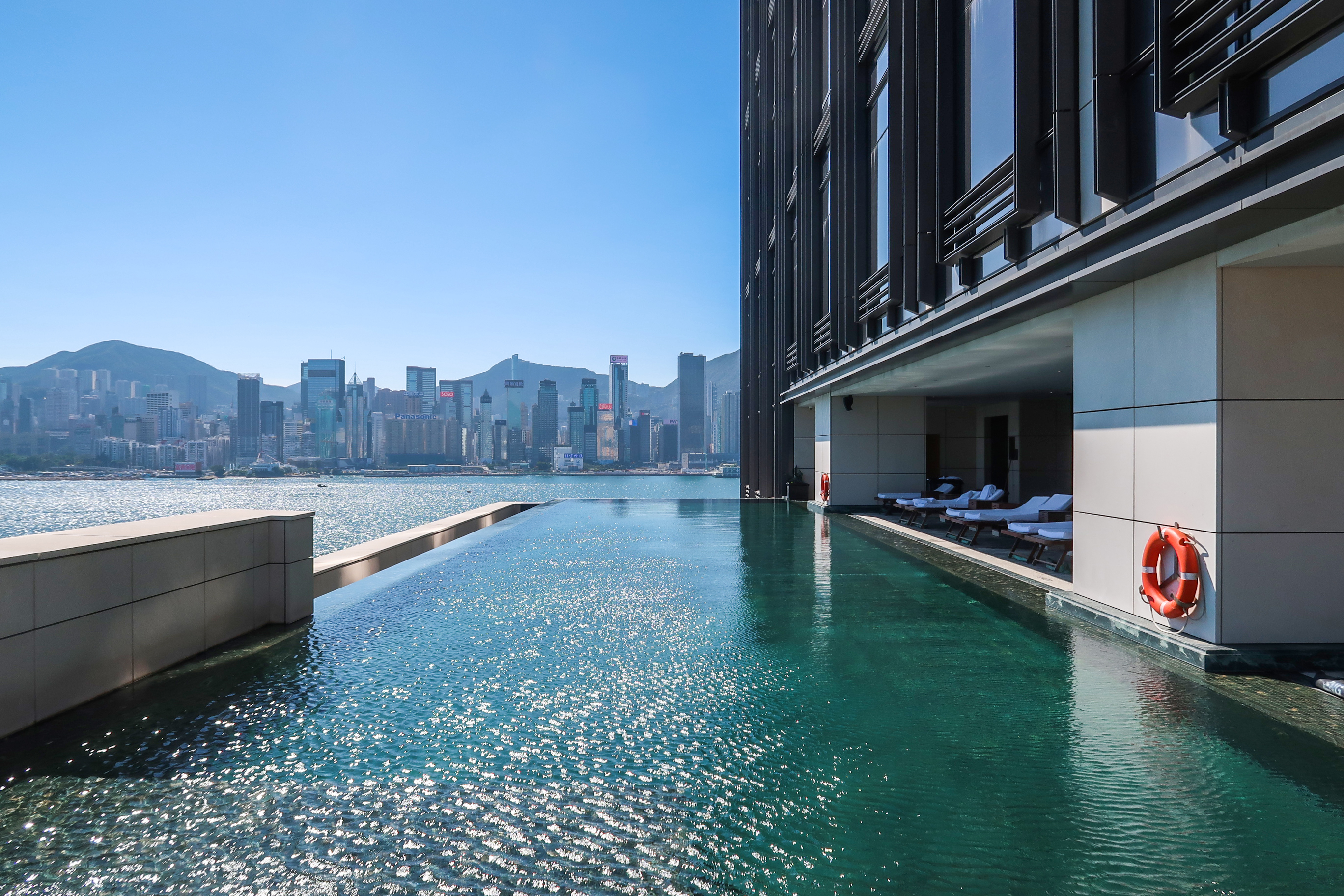
6樓無邊際游泳池對望維多利亞港

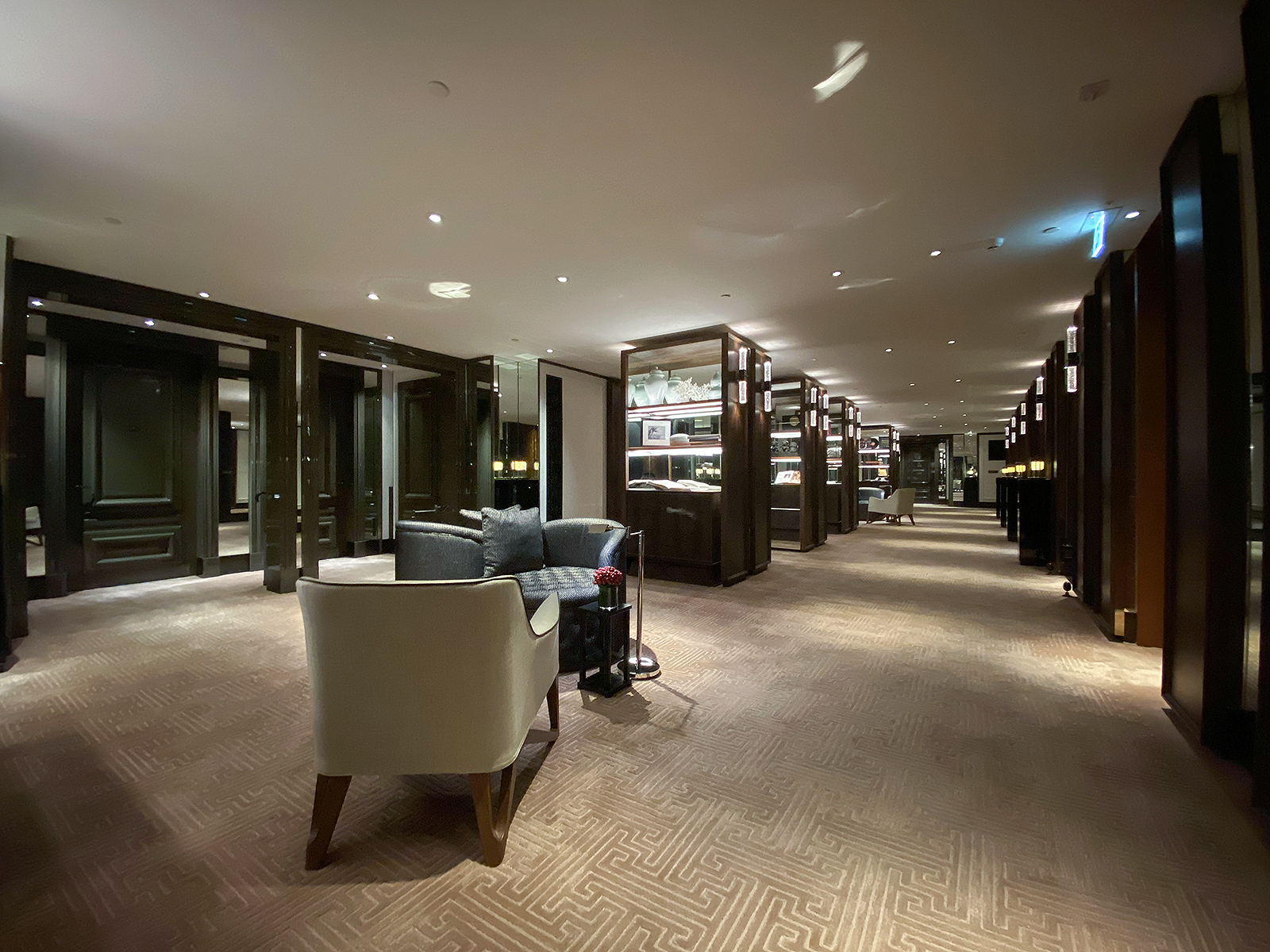
酒店房間層走廊特設休閒空間

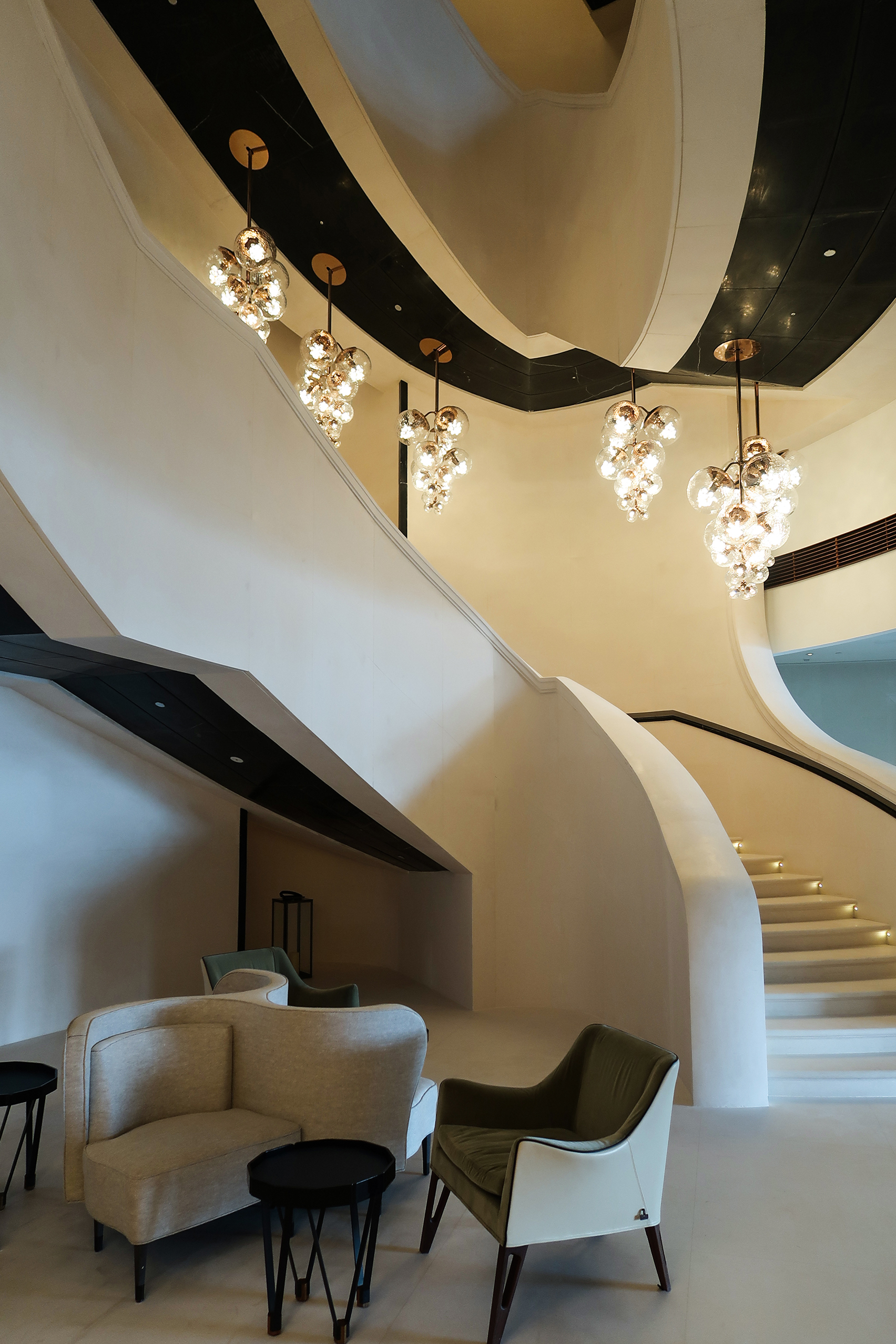
宴會大禮堂的白色樓梯

酒店提供413間客房、8家餐廳及酒廊、健身中心、無邊際游泳池。包括宴會大禮堂和四樓「麗府」，並設可觀看維多利亞港海景的戶外草坪、7間會議廳和1,990平方呎附設私人露台的尊尚套房。40樓設行政廊「瑞閣」。

### 餐廳
- Holt's Café（內設The Tea Conservatory提供多種中國茶）
- The Butterfly Room 全天候酒廊
- DarkSide酒吧
- 彤福軒 Legacy House
- Bayfare Social
- 美式扒房HENRY
- Butterfly Patiesserie
- 印度餐廳CHAAT
- 地中海菜Asaya Kitchen
- BluHouse意大利餐廳
- 藍屋餐廳

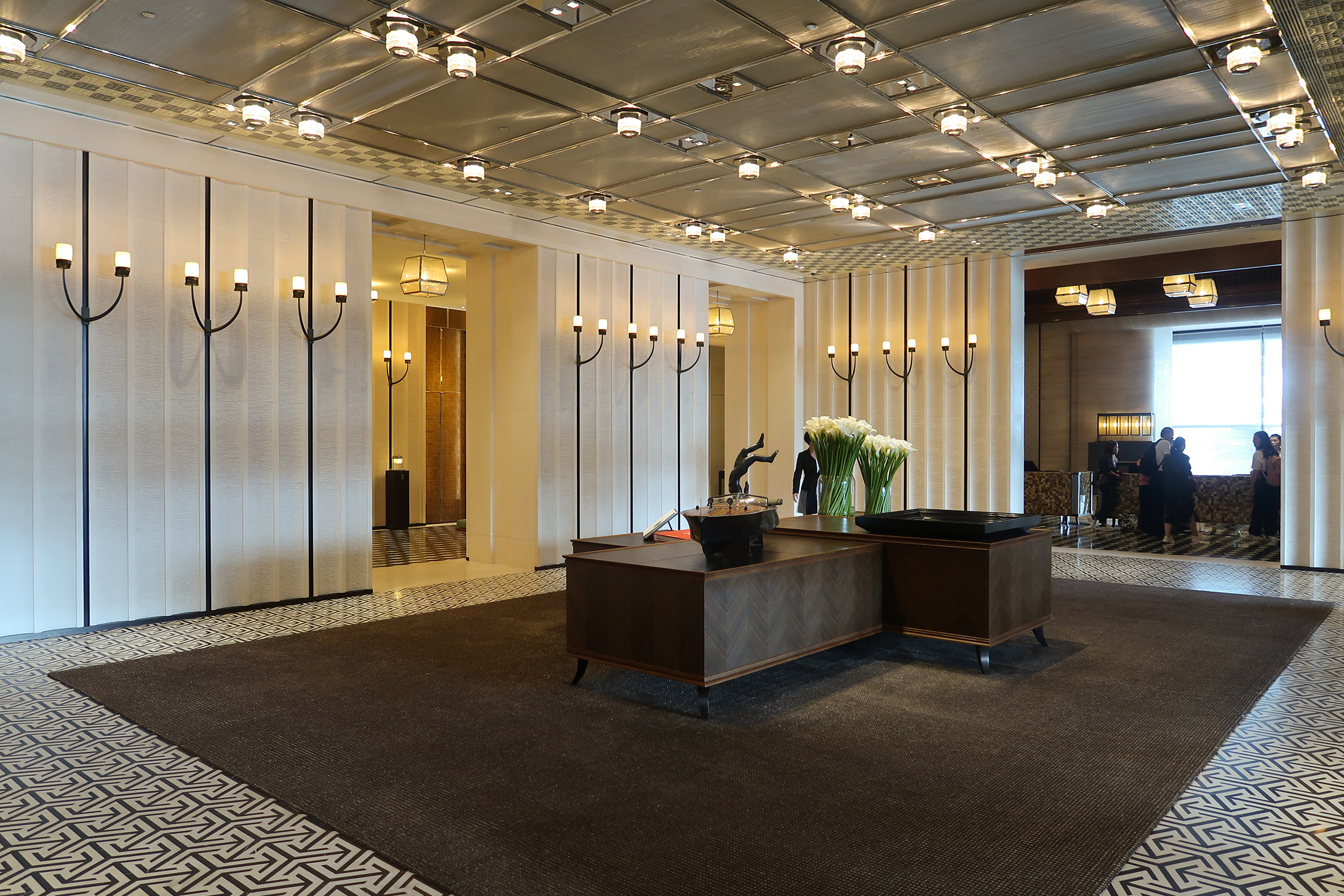
2樓大堂
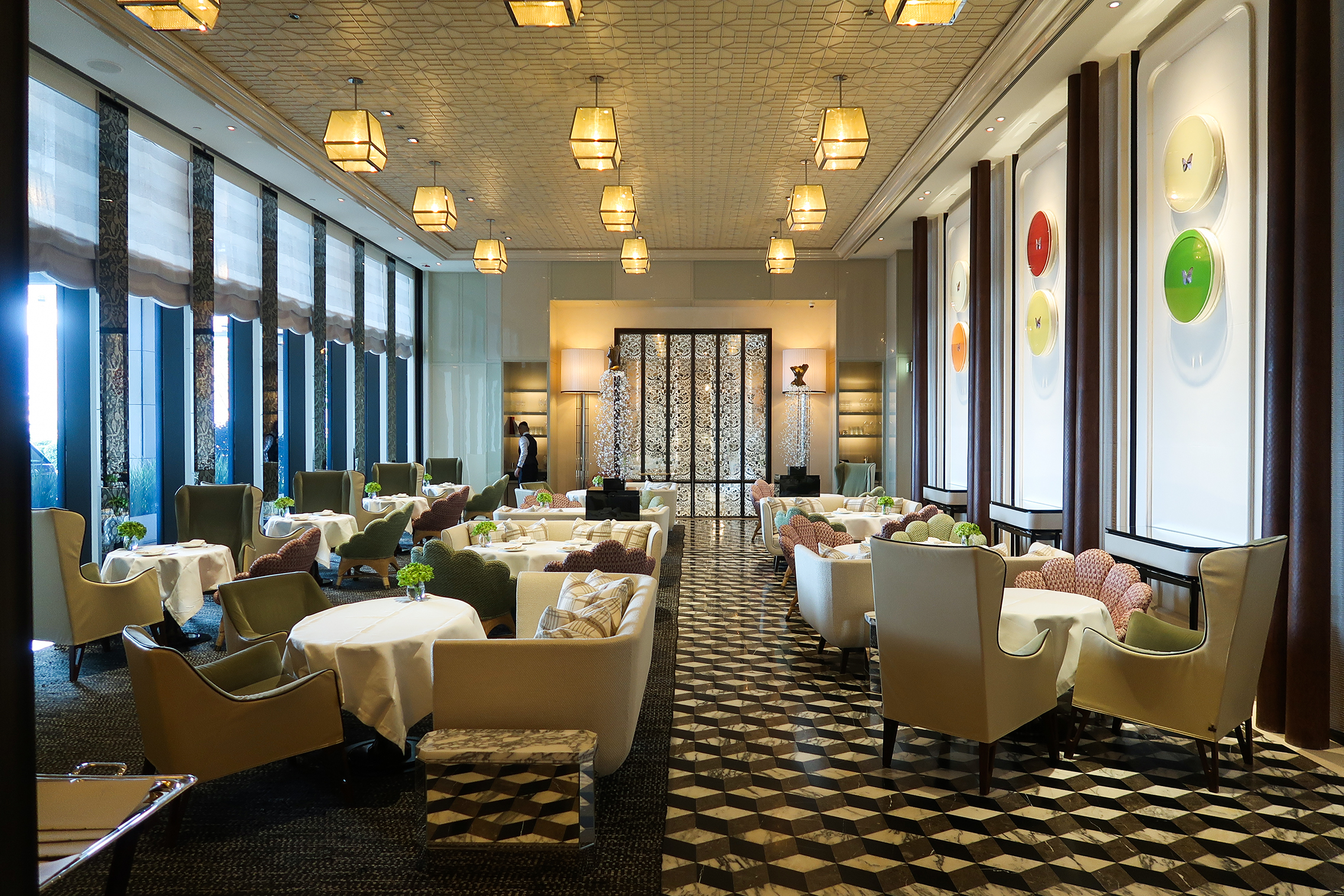
全天候酒廊The Butterfly Room提供下午茶
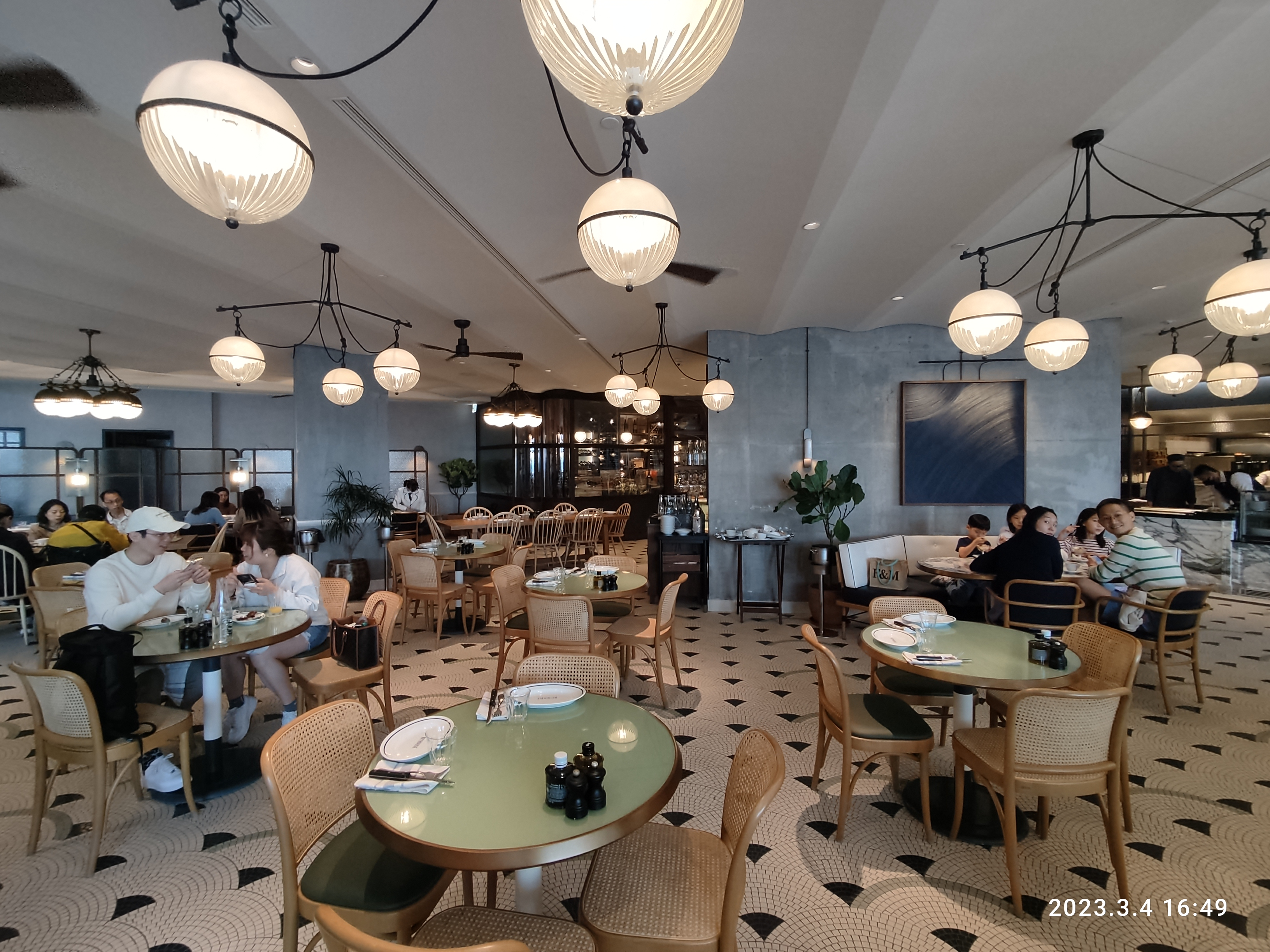
藍屋餐廳
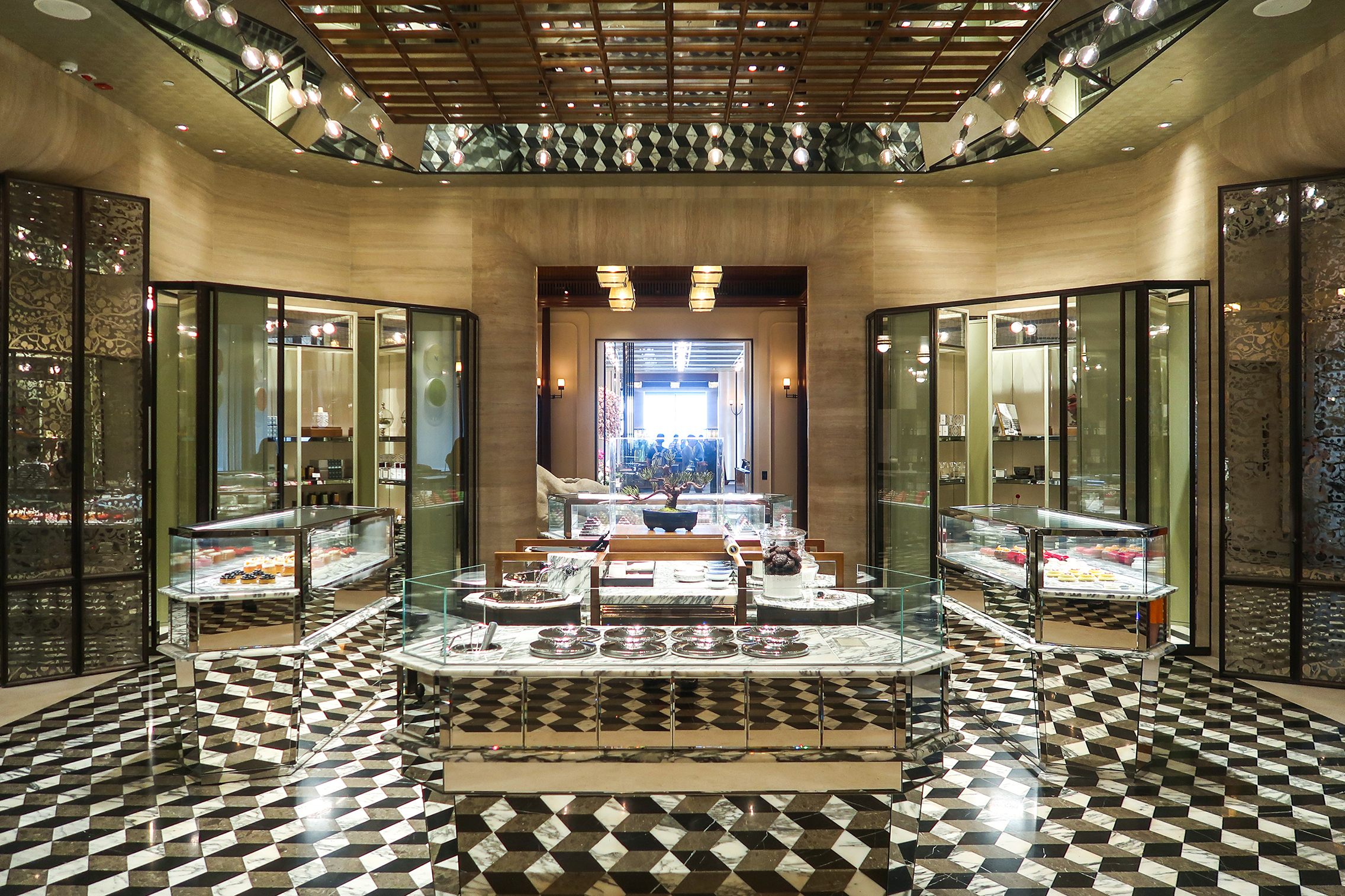
Butterfly Patisserie甜品店
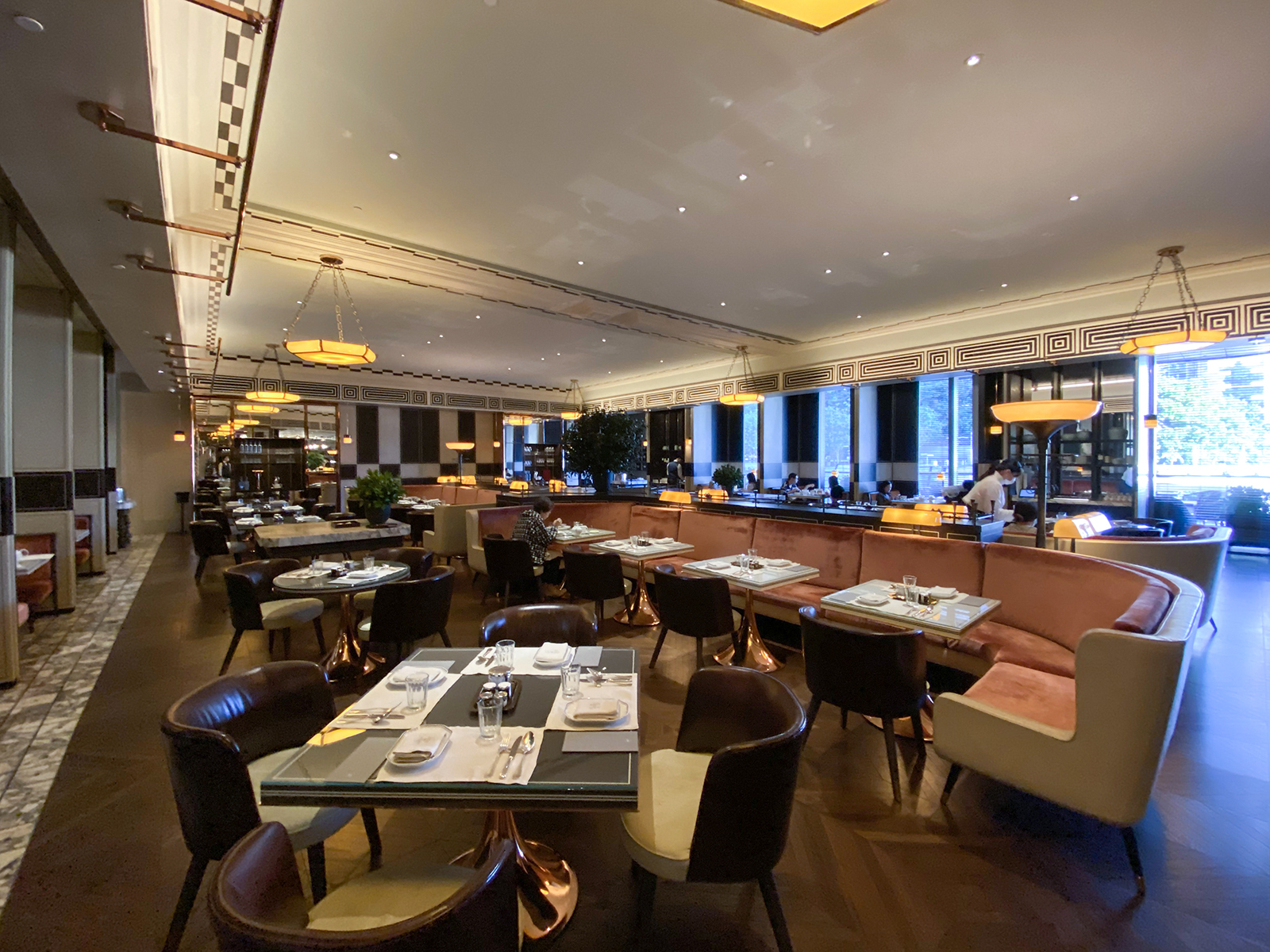
2樓Holt's Café
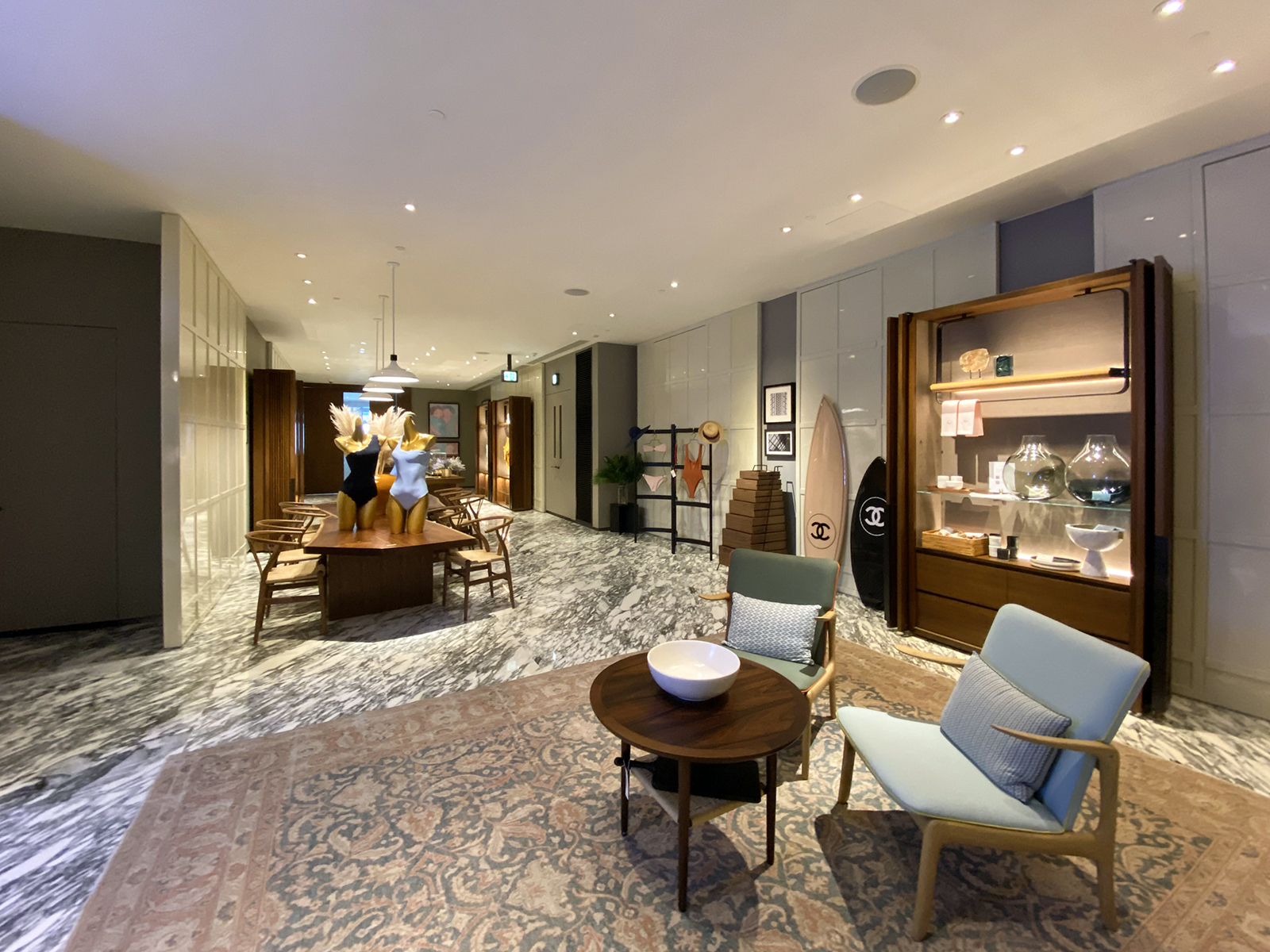
6樓特色綜合護理中心Asaya

## 婚宴
瑰麗酒店是現時香港最昂貴的婚宴場所之一，酒店有多個宴會場地，Grand Ballroom是其中最大一間，面積大約達9200呎，最多可承辦60圍，容納約600至700人。酒店的3樓和4樓提供共3,200平方米（34,450 平方呎）的會議及活動空間。賓客可由2樓白色樓梯拾級而上；在宴會廳外亦有可飽覽海景的草地，賓客可於私人花園活動場所，俯瞰維港夜景。
泰國前總理他信幼女、第31任總理佩通坦（Paetongtarn Shinawatra）曾於2019年3月22日在瑰麗酒店舉辦婚禮。

## 別墅套房
酒店另設有一間佔地12,000平方呎的海港別墅套房（Harbour House）。坐落於Victoria Dockside的57樓全層，設有兩個13米和8米長的戶外私人游泳池、遍植翠綠植物的花園，坐擁璀璨維港景致。搭乘私人電梯可直達海港別墅套房的玄關，套房還包括焗漆櫥櫃、除配備私人酒吧及寬闊的起居區外，亦設有書房、時尚飯廳、廚房及客用化妝間。海港別墅套房樓層同時設有花園別墅套房和配備先進健身器材的私人健身房，合共提供五間獨立臥室，價格由每晚港幣$500,000起，為全港最貴的酒店套房。

## 購物
酒店連接K11 MUSEA購物商場。
商場將匯聚眾多國際奢侈品牌：如卡地亞、香奈兒、蔻依、巴黎世家、紀梵希、梵克雅寶、芝柏錶、愛彼、羅傑·維維亞、克里斯提·魯布托、喬治·亞曼尼、古馳、伊夫·聖羅蘭、亞歷山大·麥昆、凱卓、山本耀司等等，其中包括首度進駐香港、以全新概念登場的限定店及旗艦店，集合零售、藝術、文化、娛樂以及餐飲等。

## 外部參考
- 香港瑰麗酒店 （页面存档备份，存于）